# Elmer Bernstein
Elmer Bernstein (ur. 4 kwietnia 1922 w Nowym Jorku, zm. 18 sierpnia 2004 w Ojai) – amerykański kompozytor i dyrygent, znany głównie z tworzenia muzyki filmowej.

## Życiorys
Bernstein urodził się w rodzinie żydowskiej. Był synem pochodzącego z Austro-Węgier Edwarda (1896–1968) i Selmy (z domu Feinstein; 1901–1991), która pochodziła z Ukrainy.
Był autorem głównych tematów lub innych motywów muzycznych do ponad 200 filmów, w tym: Siedmiu wspaniałych (1960), Dziesięcioro przykazań (1956) i Zabić drozda (1962). Był 14 razy nominowany do Oscara, raz go zdobywając, zdobył jedną nagrodę Emmy, dwukrotnie został uhonorowany nagrodą Złoty Glob, był także dwukrotnie nominowany do nagrody Tony.
Bernstein zmarł na raka w domu w Ojai (Kalifornia).

## Wybrana filmografia
- 1956: Dziesięcioro przykazań
- 1957: Gwiazda szeryfa
- 1960: Siedmiu wspaniałych
- 1962: Zabić drozda
- 1962: Ptasznik z Alcatraz
- 1963: Wielka ucieczka
- 1963: Hud, syn farmera
- 1966: Hawaje
- 1966: Powrót siedmiu wspaniałych
- 1967: Na wskroś nowoczesna Millie
- 1968: Kocham cię, Alicjo B. Toklas
- 1969: Most na Renie
- 1976: Rewolwerowiec
- 1979: Wielki Santini
- 1979: Pulpety
- 1980: Czy leci z nami pilot?
- 1980: Blues Brothers
- 1980: Saturn 3
- 1981: Heavy Metal
- 1983: Nieoczekiwana zmiana miejsc
- 1984: Pogromcy duchów
- 1985: Taran i magiczny kocioł
- 1985: Szpiedzy tacy jak my
- 1986: Trzej amigos
- 1988: Rozkoszny domek
- 1989: Moja lewa stopa
- 1990: Naciągacze
- 1991: Historia Rose
- 1993: Wiek niewinności
- 1993: Dziewczyna gangstera
- 1995: W bagnie Los Angeles
- 1996: Ostatni sprawiedliwy (muzyka odrzucona)
- 1997: Gangster
- 1997: Zaklinacz deszczu
- 1999: Głębia oceanu
- 1999: Bardzo dziki zachód
- 1999: Ciemna strona miasta
- 2001: Wyścig szczurów (muzyka odrzucona)
- 2002: Daleko od nieba
- 2002: Gangi Nowego Jorku (muzyka odrzucona)

## Nagrody i nominacje
| Rok  | Nagroda                   | Kategoria                                               | Za                               | Wynik     |
| ---- | ------------------------- | ------------------------------------------------------- | -------------------------------- | --------- |
| 2003 | Nagroda Akademii Filmowej | Najlepsza muzyka oryginalna                             | Daleko od nieba                  | Nominacja |
| 1994 | Nagroda Akademii Filmowej | Najlepsza muzyka oryginalna                             | Wiek niewinności                 | Nominacja |
| 1984 | Nagroda Akademii Filmowej | Najlepsza muzyka z piosenkami/adaptacja                 | Nieoczekiwana zmiana miejsc      | Nominacja |
| 1968 | Nagroda Akademii Filmowej | Najlepsza muzyka oryginalna                             | Na wskroś nowoczesna Millie      | Wygrana   |
| 1967 | Nagroda Akademii Filmowej | Najlepsza muzyka oryginalna                             | Hawaje                           | Nominacja |
| 1967 | Nagroda Akademii Filmowej | Najlepsza muzyka adaptowana                             | Powrót siedmiu wspaniałych       | Nominacja |
| 1963 | Nagroda Akademii Filmowej | Najlepsza muzyka oryginalna                             | Zabić drozda                     | Nominacja |
| 1962 | Nagroda Akademii Filmowej | Najlepsza muzyka w dramacie lub komedii                 | Lato i dym                       | Nominacja |
| 1961 | Nagroda Akademii Filmowej | Najlepsza muzyka w dramacie lub komedii                 | Siedmiu wspaniałych              | Nominacja |
| 1956 | Nagroda Akademii Filmowej | Najlepsza muzyka w dramacie lub komedii                 | Złotoręki                        | Nominacja |
| 2003 | Złoty Glob                | Najlepsza muzyka filmowa                                | Daleko od nieba                  | Nominacja |
| 1977 | Złoty Glob                | Najlepsza piosenka filmowa                              | Od południa do trzeciej          | Nominacja |
| 1970 | Złoty Glob                | Najlepsza piosenka filmowa                              | Prawdziwe męstwo                 | Nominacja |
| 1968 | Złoty Glob                | Najlepsza muzyka filmowa                                | Na wskroś nowoczesna Millie      | Nominacja |
| 1967 | Złoty Glob                | Najlepsza muzyka filmowa                                | Hawaje                           | Wygrana   |
| 1963 | Złoty Glob                | Najlepsza muzyka filmowa                                | Zabić drozda                     | Wygrana   |
| 1962 | Złoty Glob                | Najlepsza muzyka filmowa                                | Lato i dym                       | Nominacja |
| 1977 | Nagroda Emmy              | Najlepsza muzyka w serialu dramatycznym                 | Kapitanowie i królowie           | Nominacja |
| 1964 | Nagroda Emmy              | Najlepsze osiągnięcie w komponowaniu oryginalnej muzyki | The Making of the President 1960 | Nominacja |
| 1985 | Złota Malina              | Najgorsza ścieżka dźwiękowa                             | Bolero                           | Wygrana   |